# Nasciturus
Nasciturus (participi de futur en llatí del verb néixer, és a dir [el qui] naixerà) és la manera com es designa l'ésser humà ja concebut però no nascut. El nasciturus encara no és una persona física; encara no té personalitat jurídica. Tot i això, per l'expectativa que en algun moment serà persona, la llei l'empara en alguns drets. El món romà va admetre lliurement l'avortament. La consideració dels drets del nascut va sorgir només amb relació a l'extrema importància que el món romà atribuïa als testaments i al dret successori tant des del punt de vista patrimonial com religiós.

## Drets civils a Espanya
El més important és el dret d'heretar del pare per part d'un fill pòstum. En aquest cas, els béns del pare quedarien en expectativa de si l'embaràs arriba a bon terme, i si el nen arriba a la personalitat jurídica. Fins fa poc aquest supòsit quedava supeditat al fet de néixer amb forma humana i viure fora de l'úter matern durant almenys 24 hores (article 30 del Codi civil). Això va ser així fins a la reforma de la llei 20/2011, de 21 de juliol.